# Bystry (Giżycko)
Bystry (deutsch Biestern) ist ein großes Dorf in der polnischen Woiwodschaft Ermland-Masuren, das zur Landgemeinde Lötzen im Powiat Giżycki (Kreis Lötzen) gehört.

## Geographische Lage
Bystry liegt am Ostufer des Löwentinsees (polnisch Jezioro Niegocin) im nördlichen Osten der Woiwodschaft Ermland-Masuren, drei Kilometer südöstlich der Kreisstadt Giżycko (Lötzen).

## Geschichte
Bei dem 1481 gegründeten Gutsort, der 1785 als „köllmisches Gut mit fünf Feuerstellen“, 1818 als ebensolches mit Wassermühle bei drei Feuerstellen und 28 Seelen genannt wurde. Im Jahr 1874 kam der Gutsbezirk Biestern zum neu errichteten Amtsbezirk Sulimmen, der bis 1945 bestand und zum Kreis Lötzen im Regierungsbezirk Gumbinnen (1905–1945 Regierungsbezirk Allenstein) in der preußischen Provinz Ostpreußen gehörte.
Im Jahr 1910 zählte der Gutsbezirk Biestern 47 Einwohner. Aufgrund der Bestimmungen des Versailler Vertrags stimmte die Bevölkerung im Abstimmungsgebiet Allenstein, zu dem Biestern gehörte, am 11. Juli 1920 über die weitere staatliche Zugehörigkeit zu Ostpreußen (und damit zu Deutschland) oder den Anschluss an Polen ab. In Biestern stimmten 40 Einwohner für den Verbleib bei Ostpreußen, auf Polen entfielen keine Stimmen. Am 17. Oktober 1928 verlor das Dorf seine Eigenständigkeit, als es in die Stadtgemeinde (ab 1934 Stadt) Lötzen (polnisch Giżycko) eingegliedert wurde.
In Kriegsfolge kam Biestern 1945 mit dem gesamten südlichen Ostpreußen zu Polen und erhielt die polnische Namensform Bystry. Heute ist der Ort Sitz eines Schulzenamtes (polnisch sołectwo) und eine Ortschaft im Verbund der Gmina Giżycko (Landgemeinde Lötzen) im Powiat Giżycki (Kreis Lötzen), bis 1998 der Woiwodschaft Suwałki, seither der Woiwodschaft Ermland-Masuren zugehörig.

## Religionen
Vor 1945 war Biestern in die Evangelische Pfarrkirche Lötzen in der Kirchenprovinz Ostpreußen der Evangelischen Kirche der Altpreußischen Union und in die Katholische Pfarrkirche St. Bruno Lötzen im Bistum Ermland eingepfarrt.
Heute gehört Bystry zur Evangelischen Pfarrkirche in Giżycko in der Diözese Masuren der Evangelisch-Augsburgischen Kirche in Polen. Katholischerseits wurde in Bystry eine eigene Pfarrei errichtet, die seit 1990 besteht und der Hedwig von Anjou (polnisch Jadwiga Andegaweńska) gewidmet ist und eine Filialgemeinde in Upałty Małe (Klein Upalten) unterhält. Sie gehört zum Bistum Ełk (Lyck) der Römisch-katholischen Kirche in Polen.

## Verkehr
Bystry liegt an der verkehrstechnisch bedeutenden polnischen Landesstraße DK 63 (ehemalige deutsche Reichsstraße 131), die den nordöstlichen Bereich Polens durchzieht und die polnisch-russische Grenze mit der polnisch-belarussischen Grenze verbindet. Die nächste Bahnstation ist der Bahnhof der Stadt Giżycko an der Staatsbahnlinie 38 Głomno–Białystok.

## Persönlichkeiten
- Engelhardt Ludwig Stach von Goltzheim (1768–1837), preußischer Generalmajor